# Кочетово (Тыва)
Кочетово — село в Тандинском кожууне Республики Тыва. Административный центр и единственный населённый пункт Кочетовского сумона.

## История
Основано в 1909 году русскими переселенцами под названием Атамановка. 13-16 августа 1921 года в селе прошел хурал (съезд) народа Тувы, провозгласивший независимость государства. В 40-х годах Атамановка была переименована в село Кочетово по имени красного командира, руководителя партизанской армии Сергея Кузьмича Кочетова.

## Население
| 2002 | 2010 | 2011 | 2012 | 2013 | 2014 | 2015 |
| ---- | ---- | ---- | ---- | ---- | ---- | ---- |
| 989  | ↘784 | ↗786 | ↗789 | ↘769 | ↘765 | ↗778 |
| 2016 | 2017 | 2018 | 2019 | 2020 | 2021 |      |
| ↗809 | ↗866 | ↗905 | ↗917 | ↗926 | ↗988 |      |

## Известные уроженцы, жители
- Астафьев, Пётр Васильевич — председатель колхоза, Герой Социалистического Труда.
- Бадыраа Сергей Иванович (род. 1950) — композитор, преподаватель, заслуженный работник культуры Республики Тыва, с 1984 по 1987 год преподавал в филиале Бай-Хааксой детской музыкальной школе в селе Кочетово, где стал создателем и художественным руководителем фольклорного ансамбля «Конгургай».

## Инфраструктура
филиал Бай-Хаакской детской музыкальной школы